# Élections législatives de 1973 dans la Somme
Les élections législatives françaises de 1973 se déroulent les 4 et 11 mars 1973. Dans le département de la Somme, cinq députés sont à élire dans le cadre de cinq circonscriptions.

## Élus
| Circonscription | Député sortant       | Parti | Parti | Député élu ou réélu  | Parti | Parti         |
| --------------- | -------------------- | ----- | ----- | -------------------- | ----- | ------------- |
| 1re             | René Lamps           |       | PCF   | René Lamps           |       | PCF           |
| 2e              | Jean-Louis Massoubre |       | UDR   | Jean-Louis Massoubre |       | UDR           |
| 3e              | Charles Bignon       |       | RI    | Charles Bignon       |       | UDR           |
| 4e              | Max Lejeune          |       | MDSF  | Max Lejeune          |       | MDSF          |
| 5e              | Émile Luciani        |       | UDR   | André Audinot        |       | Divers droite |

## Contexte

### National
Les composantes de la majorité présidentielle de Georges Pompidou, élu en 1969 (les gaullistes de l'UDR, les libéraux des Républicains indépendants et les centristes du CDP) se sont regroupées au sein de l'alliance électorale, l'Union des républicains de progrès. L'objectif étant de conserver la large majorité acquise en 1968, au lendemain des évènements de mai.
Depuis ces dernières législatives, l'opposition s'est transformée et a changé sa stratégie. La SFIO s'est fondue dans le nouveau Parti socialiste en 1969, dirigé par François Mitterrand depuis le Congrès d’Épinay de 1971. Ce dernier s'est alors rapproché du Parti communiste de Georges Marchais jusqu'à la signature du Programme commun en 1972 qui créa l'Union de la gauche, alliance électorale entre le PS, le PCF et le Mouvement de la gauche radicale-socialiste (membres du Parti radical refusant la stratégie centriste de Jean-Jacques Servan-Schreiber).
Entre ces deux blocs, les chrétiens-démocrates du CDS, opposés à la politique de la majorité présidentielle, et les mouvements de centre-gauche (radicaux ou socialistes modérés) refusant l'alliance avec les communistes, ont formé pour ces législatives de 1973 le Mouvement réformateur.

### Local

#### Cantonales 1970
Les élections cantonales de 1970 ont vu une légère progression de la gauche et des chrétiens-démocrates au sein de l'assemblée départementale dirigée par Max Lejeune (PS).
- Le Nouveau parti socialiste a confirmé sa place de première force du département avec 12 élus, grâce aux gains des cantons de Saint-Valery-sur-Somme sur le PCF et de Moreuil sur le CD.
- Le Parti communiste a renforcé sa présence au conseil général, profitant d'un premier redécoupage des cantons d'Amiens avec l'élection du jeune secrétaire fédéral, Maxime Gremetz ou remportant le canton de Ham sur le député gaulliste Émile Luciani.
- Le Centre démocrate dirigé par le sénateur Pierre Maille, a gagné du terrain sur les radicaux (cantons de Boves et Poix-de-Picardie) malgré la perte de Moreuil.

Les perdants de ce renouvellement sont d'une part, le Parti radical qui a du mal à renouveler ses élus vieillissant et qui continue son érosion ; mais aussi les gaullistes de l'UDR qui n'ont pas réussi à transformer leur succès des législatives de 1968 et subissent la défaite de leur leader Émile Luciani.

#### Municipales 1971
Les élections municipales de 1971 sont marquées par la prise d'Amiens par le député communiste René Lamps à la tête d'une liste de coalition (PCF, PS, PSU). La ville était dirigée depuis la libération par Maurice Vast, socialiste qui a quitté la SFIO en 1965 pour s'allier avec la droite et les gaullistes.
Le PS a lui aussi remporté quelques succès avec notamment les prises de Nesle ou de Ham et le PSU à Montdidier.

#### Exclusion de Max Lejeune du PS
Opposé à la stratégie d'Union de la gauche menée par François Mitterrand, Max Lejeune est exclu du PS le 16 décembre 1972. Aussitôt, il crée le Mouvement démocrate socialiste réunissant de nombreux élus socialistes et divers gauche qui refusent l'alliance avec le PCF. Ce nouveau mouvement de centre-gauche se rapproche alors du Mouvement réformateur de la Somme, qui souhaite présenter un candidat dans les 5 circonscriptions du département pour ces législatives.
À la suite du départ de son unique représentant à l'Assemblée nationale, le Parti socialiste se trouve affaibli à la veille des élections. La moitié des conseillers généraux ayant suivi Max Lejeune dans le MDS, il se retrouve amputé d'une partie de ses représentants locaux. Ce chamboulement permet l'émergence d'une nouvelle génération avec notamment Jacques Fleury installé dans la Somme depuis 1972.
La division des socialistes permet au PCF de devenir le véritable leader de la gauche et de l'opposition dans la Somme. Bien que fortement implantés dans l'Amiénois, les communistes étaient jusque là isolés contre des coalitions gaullistes-centriste-socialistes. Ils comptent profiter de l'Union de la gauche et de l'affaiblissement de leurs nouveaux alliés socialistes pour percer lors de ces élections législatives.
Forte de trois députés sur cinq mais faible au niveau local, l'UDR souhaite rassembler au plus large, grâce à l'alliance Union des républicains de progrès afin de conserver ses trois sièges. Émile Luciani, député depuis 1956 ne se représentant pas, laisse sa place à André Audinot, numéro 2 du groupe Hersant et proche de Edgar Faure et de son Nouveau contrat social.

## Résultats

### Résultats à l'échelle du département
| Parti                 | Parti                                   | Premier tour | Premier tour | Second tour | Second tour | Sièges |
| Parti                 | Parti                                   | Voix         | %            | Voix        | %           | Sièges |
| --------------------- | --------------------------------------- | ------------ | ------------ | ----------- | ----------- | ------ |
|                       | Parti communiste français               | 90 328       | 33,40        | 126 436     | 47,38       | 1      |
|                       | Parti socialiste                        | 33 012       | 12,21        | Retrait     | Retrait     | 0      |
|                       | Divers gauche                           | 12 567       | 4,65         | 29 992      | 11,24       | 0      |
|                       | Parti socialiste unifié                 | 1 559        | 0,58         |             |             | 0      |
|                       | Union de la gauche                      | 137 466      | 50,83        | 156 428     | 58,62       | 1      |
|                       |                                         |              |              |             |             |        |
|                       | Union des démocrates pour la République | 47 831       | 17,69        | 53 106      | 19,90       | 2      |
|                       | Divers droite                           | 31 230       | 11,55        | 27 279      | 10,22       | 1      |
|                       | Divers gaullistes                       | 5 605        | 2,07         |             |             | 0      |
|                       | Union des républicains de progrès       | 84 666       | 31,31        | 80 385      | 30,12       | 3      |
|                       |                                         |              |              |             |             |        |
|                       | Mouvement réformateur                   | 47 403       | 17,53        | 30 027      | 11,25       | 1      |
|                       | Divers                                  | 529          | 0,20         |             |             | 0      |
|                       | Extrême gauche (LC)                     | 373          | 0,14         | 0           |             |        |
|                       |                                         |              |              |             |             |        |
| Inscrits              | Inscrits                                | 316 547      | 100,00       | 316 409     | 100,00      | 5      |
| Abstentions           | Abstentions                             | 39 887       | 12,6         | 37 834      | 11,96       |        |
| Votants               | Votants                                 | 276 660      | 87,4         | 278 575     | 88,04       |        |
| Blancs et nuls        | Blancs et nuls                          | 6 223        | 2,25         | 11 735      | 4,21        |        |
| Exprimés              | Exprimés                                | 270 437      | 97,75        | 266 840     | 95,79       |        |
| Source : Data.gouv.fr |                                         |              |              |             |             |        |

### Résultats par circonscription

#### Première circonscription (Amiens)
| Candidat           | Candidat                 | Parti                      | Premier tour | Premier tour | Second tour | Second tour |  |
| Candidat           | Candidat                 | Parti                      | Voix         | %            | Voix        | %           |  |
| ------------------ | ------------------------ | -------------------------- | ------------ | ------------ | ----------- | ----------- |  |
|                    | René Lamps sortant réélu | PCF                        | 30 179       | 44,65        | 36 820      | 55,11       |  |
|                    | Maurice Vast             | Divers gauche              | 12 567       | 18,59        | 29 992      | 44,89       |  |
|                    | Gérard Moularde          | UDR (URP)                  | 10 212       | 15,11        | Retrait     | Retrait     |  |
|                    | Étienne Bacrot           | MR                         | 5 236        | 7,75         |             |             |  |
|                    | Paul Trouillet           | PS (UGSD)                  | 4 638        | 6,86         |             |             |  |
|                    | François Mignot          | Divers droite (Maj. prés.) | 2 821        | 4,17         |             |             |  |
|                    | Jacqueline Letifi        | PSU                        | 1 559        | 2,31         |             |             |  |
|                    | Michel Rotman            | LCR                        | 373          | 0,55         |             |             |  |
|                    |                          |                            |              |              |             |             |  |
| Inscrits           | Inscrits                 | Inscrits                   | 81 402       | 100,00       | 81 401      | 100,00      |  |
| Abstentions        | Abstentions              | Abstentions                | 12 359       | 15,18        | 11 967      | 14,7        |  |
| Votants            | Votants                  | Votants                    | 69 043       | 84,82        | 69 434      | 85,3        |  |
| Blancs et nuls     | Blancs et nuls           | Blancs et nuls             | 1 458        | 2,11         | 2 622       | 3,78        |  |
| Exprimés           | Exprimés                 | Exprimés                   | 67 585       | 97,89        | 66 812      | 96,22       |  |
| Source : Data.gouv |                          |                            |              |              |             |             |  |

#### Deuxième circonscription (Montdidier)
| Candidat           | Candidat                           | Parti                     | Premier tour | Premier tour | Second tour | Second tour |  |
| Candidat           | Candidat                           | Parti                     | Voix         | %            | Voix        | %           |  |
| ------------------ | ---------------------------------- | ------------------------- | ------------ | ------------ | ----------- | ----------- |  |
|                    | Jean-Louis Massoubre sortant réélu | UDR (URP)                 | 17 171       | 35,18        | 25 951      | 53,31       |  |
|                    | Claude Lemoine                     | PCF                       | 13 703       | 28,08        | 22 726      | 46,69       |  |
|                    | Jacques Fleury                     | PS (UGSD)                 | 9 463        | 19,39        | Retrait     | Retrait     |  |
|                    | Jean-Pierre Prévost                | MR                        | 6 487        | 13,29        | Retrait     | Retrait     |  |
|                    | Jean-Pierre Desoomer               | Divers droite             | 1 237        | 2,53         |             |             |  |
|                    | Daniel Amson                       | Divers droite (Gaullisme) | 742          | 1,52         |             |             |  |
|                    |                                    |                           |              |              |             |             |  |
| Inscrits           | Inscrits                           | Inscrits                  | 57 044       | 100,00       | 56 965      | 100,00      |  |
| Abstentions        | Abstentions                        | Abstentions               | 7 184        | 12,59        | 6 393       | 11,22       |  |
| Votants            | Votants                            | Votants                   | 49 860       | 87,41        | 50 572      | 88,78       |  |
| Blancs et nuls     | Blancs et nuls                     | Blancs et nuls            | 1 057        | 2,12         | 1 895       | 3,75        |  |
| Exprimés           | Exprimés                           | Exprimés                  | 48 803       | 97,88        | 48 677      | 96,25       |  |
| Source : Data.gouv |                                    |                           |              |              |             |             |  |

#### Troisième circonscription (Ault - Poix-de-Picardie)
| Candidat           | Candidat                     | Parti          | Premier tour | Premier tour | Second tour | Second tour |  |
| Candidat           | Candidat                     | Parti          | Voix         | %            | Voix        | %           |  |
| ------------------ | ---------------------------- | -------------- | ------------ | ------------ | ----------- | ----------- |  |
|                    | Charles Bignon sortant réélu | UDR (URP)      | 20 448       | 38,57        | 27 155      | 50,82       |  |
|                    | Michel Couillet              | PCF            | 19 371       | 36,54        | 26 275      | 49,18       |  |
|                    | Serge Delignières            | PS (UGSD)      | 6 242        | 11,77        | Retrait     | Retrait     |  |
|                    | Jean Bouly                   | MR             | 5 950        | 11,22        |             |             |  |
|                    | Dominique Van Autryve        | Divers droite  | 1 009        | 1,9          |             |             |  |
|                    |                              |                |              |              |             |             |  |
| Inscrits           | Inscrits                     | Inscrits       | 60 405       | 100,00       | 60 387      | 100,00      |  |
| Abstentions        | Abstentions                  | Abstentions    | 6 170        | 10,21        | 5 214       | 8,63        |  |
| Votants            | Votants                      | Votants        | 54 235       | 89,79        | 55 173      | 91,37       |  |
| Blancs et nuls     | Blancs et nuls               | Blancs et nuls | 1 215        | 2,24         | 1 743       | 3,16        |  |
| Exprimés           | Exprimés                     | Exprimés       | 53 020       | 97,76        | 53 430      | 96,84       |  |
| Source : Data.gouv |                              |                |              |              |             |             |  |

#### Quatrième circonscription (Abbeville)
| Candidat           | Candidat                  | Parti          | Premier tour | Premier tour | Second tour | Second tour |  |
| Candidat           | Candidat                  | Parti          | Voix         | %            | Voix        | %           |  |
| ------------------ | ------------------------- | -------------- | ------------ | ------------ | ----------- | ----------- |  |
|                    | Max Lejeune sortant réélu | MDS (MR)       | 21 921       | 44,98        | 30 027      | 65,51       |  |
|                    | Albert Bécard             | PCF            | 11 848       | 24,31        | 15 806      | 34,49       |  |
|                    | Alain Ravennes            | UDR (URP)      | 10 677       | 21,91        | Retrait     | Retrait     |  |
|                    | Romaine Tronel            | PS (UGSD)      | 4 290        | 8,8          |             |             |  |
|                    |                           |                |              |              |             |             |  |
| Inscrits           | Inscrits                  | Inscrits       | 56 456       | 100,00       | 56 427      | 100,00      |  |
| Abstentions        | Abstentions               | Abstentions    | 6 601        | 11,69        | 7 337       | 13          |  |
| Votants            | Votants                   | Votants        | 49 855       | 88,31        | 49 090      | 87          |  |
| Blancs et nuls     | Blancs et nuls            | Blancs et nuls | 1 119        | 2,24         | 3 257       | 6,63        |  |
| Exprimés           | Exprimés                  | Exprimés       | 48 736       | 97,76        | 45 833      | 93,37       |  |
| Source : Data.gouv |                           |                |              |              |             |             |  |

#### Cinquième circonscription (Péronne)
| Candidat           | Candidat          | Parti                     | Premier tour | Premier tour | Second tour | Second tour |  |
| Candidat           | Candidat          | Parti                     | Voix         | %            | Voix        | %           |  |
| ------------------ | ----------------- | ------------------------- | ------------ | ------------ | ----------- | ----------- |  |
|                    | Jean Goubet       | PCF                       | 15 227       | 29,12        | 24 809      | 47,63       |  |
|                    | André Audinot élu | Divers droite (URP)       | 14 788       | 28,28        | 27 279      | 52,37       |  |
|                    | Michel Thorelle   | PS (UGSD)                 | 8 379        | 16,02        | Retrait     | Retrait     |  |
|                    | Jean Daudré       | MR                        | 7 809        | 14,93        | Retrait     | Retrait     |  |
|                    | Jean-Louis Oliver | Divers droite             | 4 863        | 9,3          |             |             |  |
|                    | Michel Gotrand    | Divers droite (Gaullisme) | 698          | 1,33         |             |             |  |
|                    | Jacques Giraud    | MRG                       | 529          | 1,01         |             |             |  |
|                    |                   |                           |              |              |             |             |  |
| Inscrits           | Inscrits          | Inscrits                  | 61 240       | 100,00       | 61 229      | 100,00      |  |
| Abstentions        | Abstentions       | Abstentions               | 7 573        | 12,37        | 6 923       | 11,31       |  |
| Votants            | Votants           | Votants                   | 53 667       | 87,63        | 54 306      | 88,69       |  |
| Blancs et nuls     | Blancs et nuls    | Blancs et nuls            | 1 374        | 2,56         | 2 218       | 4,08        |  |
| Exprimés           | Exprimés          | Exprimés                  | 52 293       | 97,44        | 52 088      | 95,92       |  |
| Source : Data.gouv |                   |                           |              |              |             |             |  |